# Bayelsa United FC
Bayelsa United Football Club w skróćie Bayelsa United FC – nigeryjski klub piłkarski grający w pierwszej lidze nigeryjskiej, mający siedzibę w mieście Yenagoa.

## Sukcesy
- Premier League[1]:
  - mistrzostwo (1): 2008/2009.

- Puchar Nigerii[2]:
  - zwycięstwo (1): 2021.

- Superpuchar Nigerii[2]:
  - zwycięstwo (1): 2009.

## Występy w afrykańskich pucharach
| Sezon     | Rozgrywki           | Runda              | Kraj                     | Klub                   | Dom | Wyjazd | Dwumecz |
| --------- | ------------------- | ------------------ | ------------------------ | ---------------------- | --- | ------ | ------- |
| 2009      | Puchar Konfederacji | 1                  | Kongo                    | Club 57 Tourbillon     | 1–0 | 0–0    | 1–0     |
| 2009      | Puchar Konfederacji | 2                  | Kamerun                  | Aigle Royal Menoua     | 5–0 | 0–1    | 5–1     |
| 2009      | Puchar Konfederacji | 3                  | Uganda                   | KCCA FC                | 4–0 | 1–3    | 5–3     |
| 2009      | Puchar Konfederacji | gr. B (2. miejsce) | Egipt                    | Haras El-Hodood SC     | 2–0 | 0–1    | 2–1     |
| 2009      | Puchar Konfederacji | gr. B (2. miejsce) | Angola                   | CD Primeiro de Agosto  | 4–0 | 1–3    | 5–3     |
| 2009      | Puchar Konfederacji | gr. B (2. miejsce) | Mali                     | Stade Malien           | 1–2 | 1–0    | 2–2     |
| 2009      | Puchar Konfederacji | półfinał           | Algieria                 | ES Sétif               | 1–1 | 0–1    | 1–2     |
| 2010      | Liga Mistrzów       | wstępna            | Czad                     | Gazelle FC             | 2–2 | 0–1    | 2–3     |
| 2014      | Puchar Konfederacji | 1                  | Kongo                    | AS Kondzo              | 2–0 | 0–0    | 2–0     |
| 2014      | Puchar Konfederacji | 2                  | Zimbabwe                 | How Mine FC            | 2–0 | 1–2    | 3–2     |
| 2014      | Puchar Konfederacji | play-off           | Wybrzeże Kości Słoniowej | Séwé Sport San-Pédro   | 0–1 | 0–2    | 0–3     |
| 2021/2022 | Puchar Konfederacji | 1                  | Gwinea                   | AS Ashanti Golden Boys | 4–2 | –      | 4–2     |
| 2021/2022 | Puchar Konfederacji | 2                  | Tunezja                  | Club Sportif Sfaxien   | 1–0 | 0–4    | 1–4     |

## Stadion
Domowe mecze klub rozgrywa na stadionie o nazwie Samson Siasia Stadium w Yenagoa, który może pomieścić 5000 widzów.